# Hrabstwo Lowndes (Alabama)

Piramida wieku hrabstwa

Lowndes – hrabstwo w stanie Alabama w USA. Populacja liczy 11 299 mieszkańców (stan według spisu z 2010 roku). Stolicą hrabstwa jest Hayneville.
Powierzchnia hrabstwa to 1878 km² (w tym 18 km² stanowią wody). Gęstość zaludnienia wynosi 6 osób/km². 

## Miejscowości
- Benton
- Fort Deposit
- Gordonville
- Hayneville
- Lowndesboro
- Mosses
- White Hall